# سیارک ۳۱۷۶
سیارک ۳۱۷۶ (به انگلیسی: 3176 Paolicchi، نامگذاری:1980VR1) سه هزار و صد و هفتاد و ششمین سیارک کشف شده‌است که در ۱۳ نوامبر ۱۹۸۰ کشف شد.
قدر مطلق سیارک برابر ۱۰٫۹۰ است.